# 浅原六朗
浅原 六朗（あさはら ろくろう、1895年2月22日 - 1977年10月22日）は、日本の小説家、作詞家、俳人、大学教授。
代表作は「ある自殺階級者」「H子との交渉」「混血児ジヨオジ」など。童謡「てるてる坊主」の作詞者、浅原鏡村としても知られる。
1982年（昭和57年）3月27日　てるてる坊主の館浅原六朗文学記念館が竣工。同年6月1日に開館となった。館内には浅原六朗の蔵書・ノートに書かれた青春日記・交友のあった作家たちの書簡及び写真、自筆の書や筆記用具なども展示されている。また、隣接する池田町文化財資料館にも「町ゆかりの文学者」として紹介されており、長野県池田町を代表する文学者である。

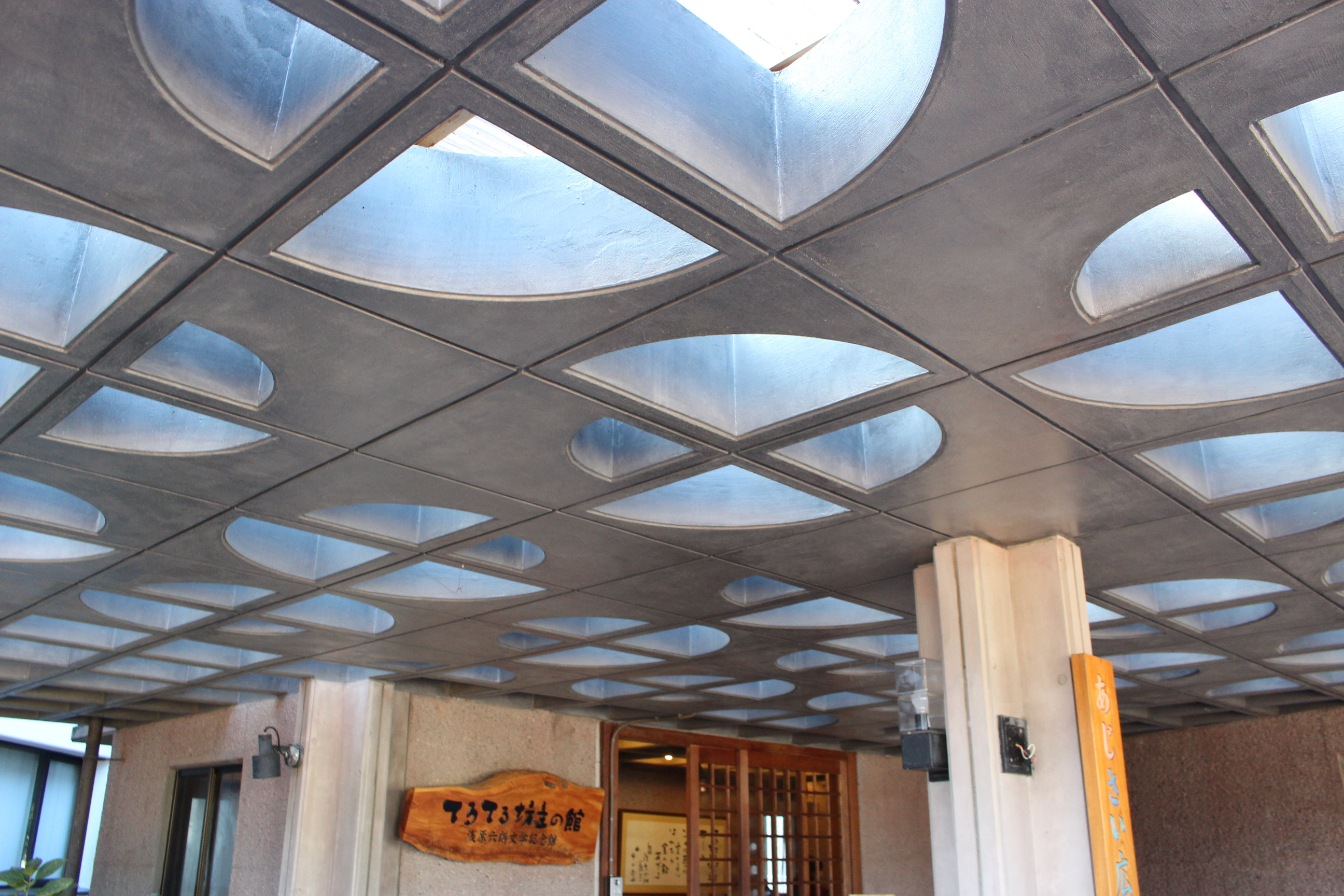
てるてる坊主の館浅原六朗文学記念館（正面玄関天井）

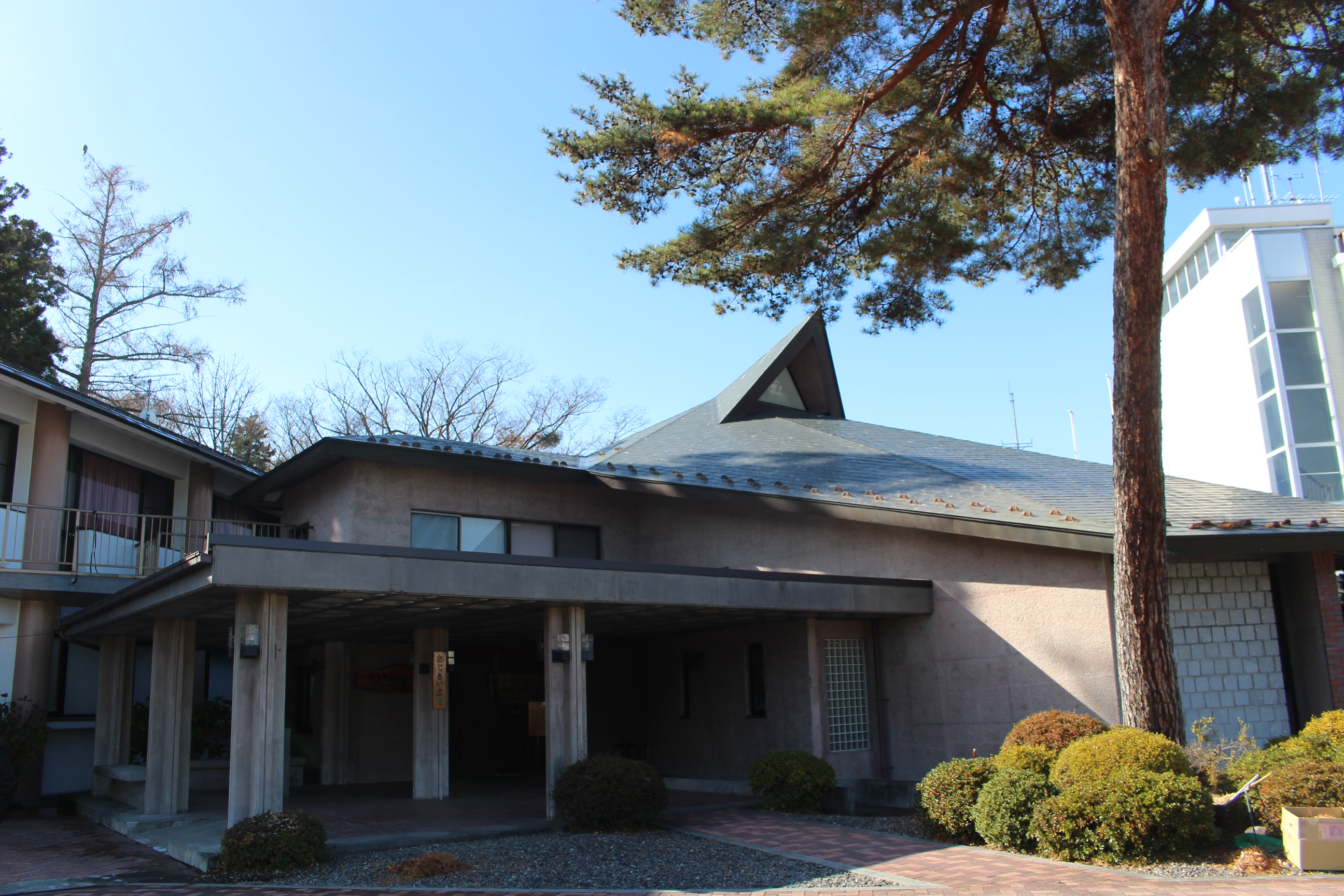
てるてる坊主の館浅原六朗文学記念館（外観）

また、町役場の屋上で鳴らされていたサイレンも、「てるてる坊主」のメロディーに替わった。

## 来歴
長野県北安曇郡池田町村の酒造業「飯田屋」の四男として生まれる。父の慈朗が牧師をしていた福島県石城郡平町（現・いわき市）へ移る。1919年早稲田大学英文科卒。実業之日本社に入社。1928年に退社し、作家に専念する。
1930年、新興芸術派倶楽部の結成に参加、モダニズム文学の作家として活躍。のち久野豊彦と新社会派を称する。その後、通俗小説、少年読み物を書く。1934年日本大学藝術学部講師、のち教授。1968年帝京大学文学部教授。
「てるてる坊主」などの童謡を浅原鏡村の名で作詞した。また大正末期から昭和の初めにかけて、プロレタリア文学の台頭に反対する新興芸術派の有力な働き手として、モダニズム文学運動の一翼をになった。
晩年は横光利一の勧めで俳句も始め、「人間俳句」を提唱、「俳句と人間の会」を主宰した。
1977年、長野県軽井沢町の病院で脳血栓で死去。

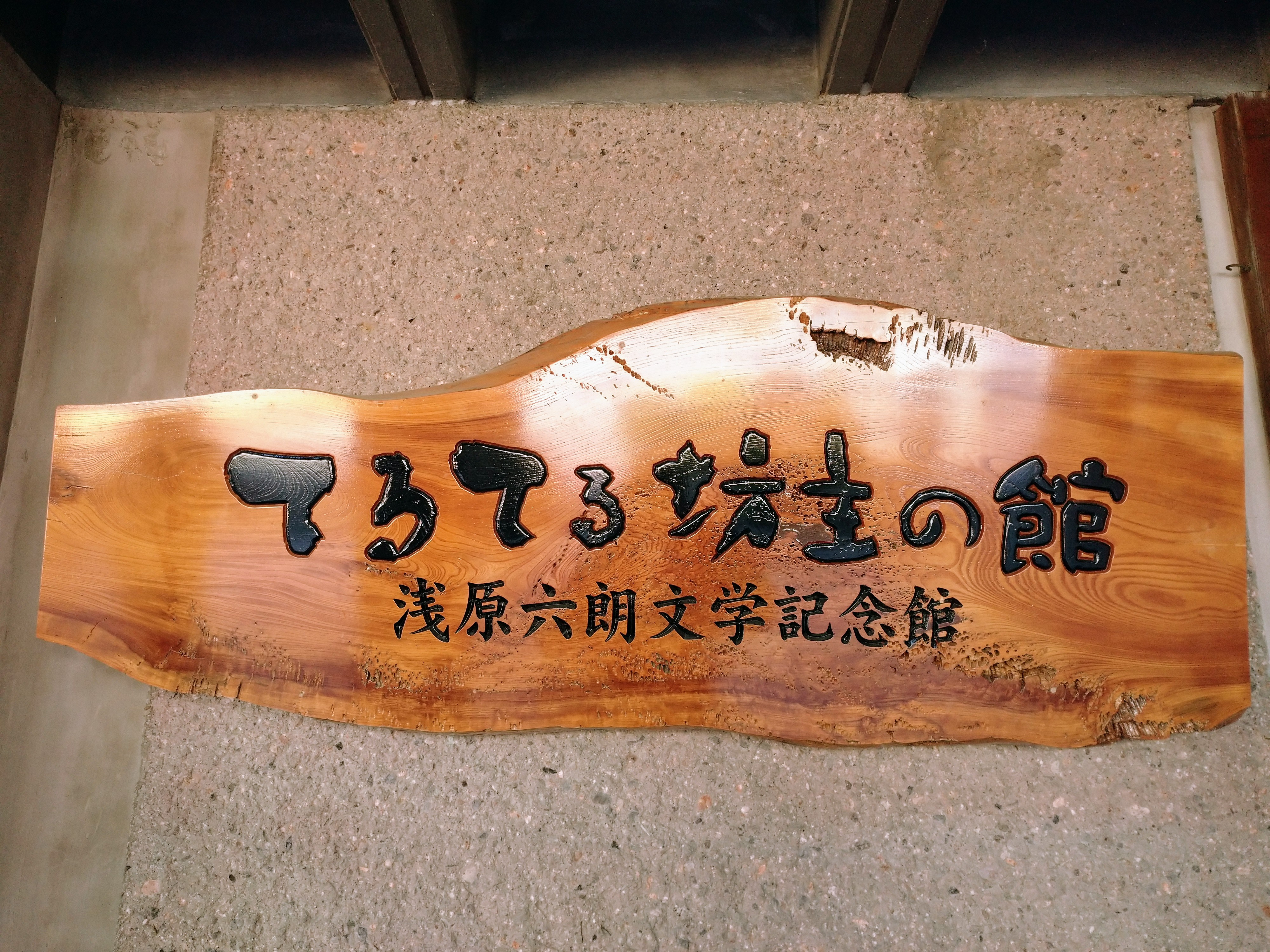
てるてる坊主の館浅原六朗文学記念館（正面玄関看板）

## 年譜
- 1895年（明治28年）- 2月22日、長野県北安曇郡池田町一丁目、造り酒屋「飯田屋」の長男として生まれる。父慈朗、母たき。[8]
- 1900年（明治33年）- 父が事業に失敗、家の没落により一家上京。六郎のみ旧八坂村の丸山徳弥(叔母の家)に引き取られる。
- 1908年（明治41年）- 福島県平町で牧師をしていた父の許に移りミッションスクールに入学。
- 1916年（大正5年）- 早稲田大学文学部英文学科に入学。
- 1918年（大正7年）- 英文学科3年在学中、雑誌「大観」に小説「鳥籠」を処女作として発表。
- 1919年（大正8年）- 早稲田大学文学部英文学科卒業。実業之日本社へ入社。「少女の友」の主筆となる。深井貞子と結婚。牧野真一らと同人誌「十三人」を創刊。童謡「てるてる坊主」を作詞。
- 1921年（大正10年）- 童謡「てるてる坊主」を雑誌「少女の友」に”鏡村”のペンネームで発表。
- 1924年（大正13年）- 父慈朗死去。[9]
- 1925年（大正14年）- 中村武羅夫が発刊した「不同調」同人となる。
- 1927年（昭和2年）- 小説「ある自殺階級者」を雑誌「新潮」に発表、出世作となる。
- 1928年（昭和3年）- 実業之日本社を退社。作家活動に入る。
- 1933年（昭和8年）- 小説「混血児ジョオジ」を発表。軽井沢千ヶ滝に山荘を建てる。
- 1934年（昭和9年）- 日本大学芸術科の教鞭をとる。
- 1944年（昭和19年）- 戦争を倦み筆を折ることを決意。中央林間に疎開。
- 1947年（昭和22年）- 3月8日、妻貞子急逝。「金色の柩車」発表。12月22日、賀川豊彦の媒酌で共立女子大学助教授大倉かつと再婚。
- 1956年（昭和31年）- 森脇文庫から「名作への招待（全8巻）」を、河出書房から「世界名作物語」（雑誌婦人生活へ約7年間連載したものをまとめ）を発刊。
- 1957年（昭和32年）- 「現代日本文学全集」（筑摩書房刊）に「混血児ジョオジ」載る。
- 1961年（昭和36年）- 松本市城山公園に「てるてる坊主」の歌碑建立。発起人は下中弥三郎（平凡社社長）、西條八十（詩人）、増田義彦（実業之日本社社長）、山本茂実（作家）の各氏。
- 1962年（昭和37年）- 池田町「向陽会」により、童謡碑建立が具体化する。
- 1963年（昭和38年）- 池田町下蓮田祖先の墓地に「浅原家祖先の墓」の墓碑建立。同年9月22日、池田町八幡神社境内において童謡碑「てるてる坊主」の除幕式が行われる。
- 1964年（昭和39年）- 句集「紅鱒群」発刊。同年3月池田小学校校歌作詞。
- 1968年（昭和43年）- 冬樹社より「世界名作選集（全6巻）」発刊。女子聖学院短大教授に就任。
- 1972年（昭和47年）- 第二句集「欣求鈔」発刊。
- 1977年（昭和52年）- 10月22日、脳血栓のため軽井沢町立病院で急逝。
- 1982年（昭和57年）- 3月27日、浅原六郎文学記念館竣工。6月1日、開館。

## 著書
- 鳥籠（「大観」四月）1919
- 鉄の扉（同人誌「十三人」十二月） 1919
- ある街の人々（六月十日） 1920
- 美しき幸福 実業之日本社 1921

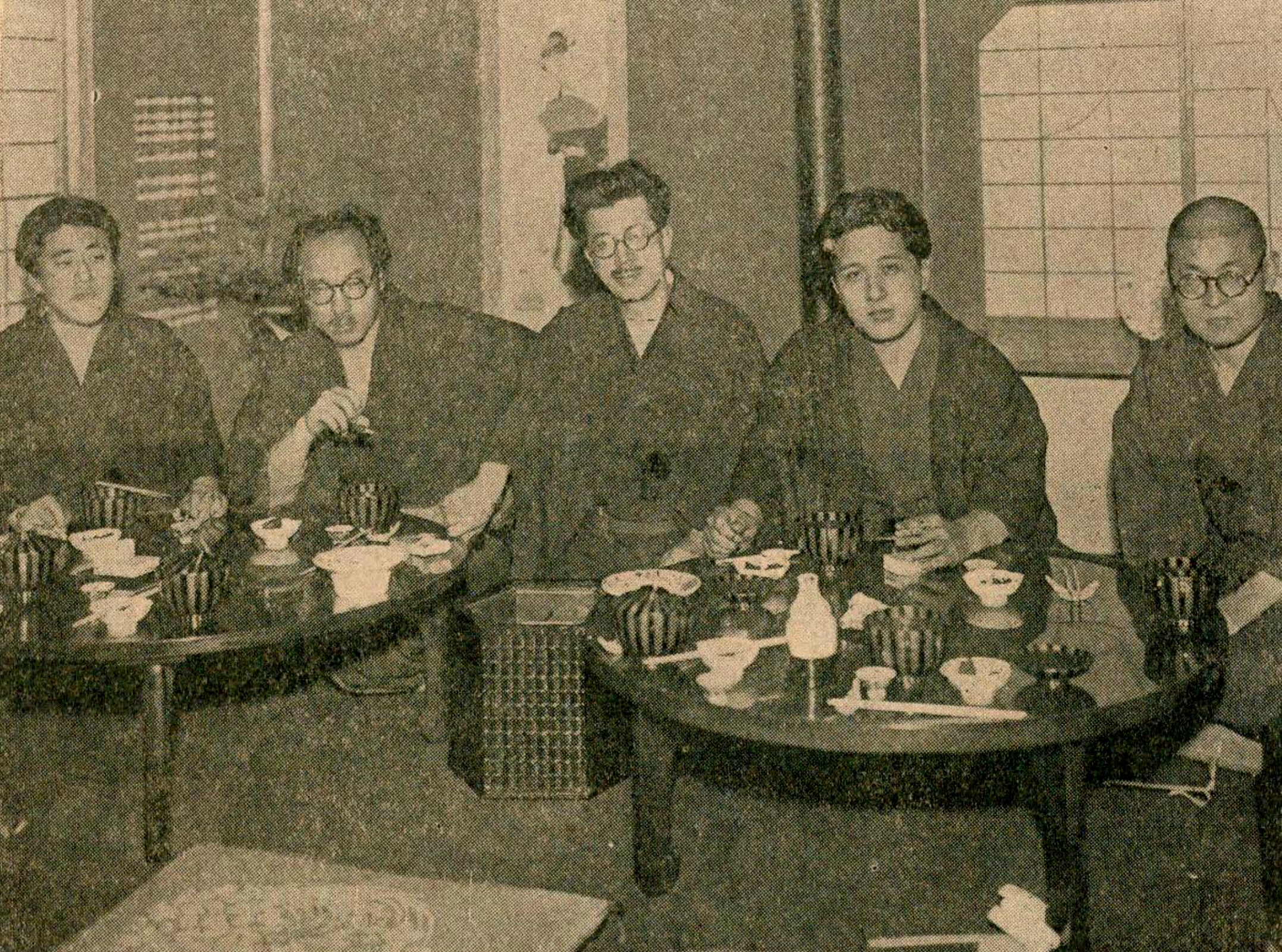
1938年、雑誌『東宝映画』放談会。左から武田麟太郎、浅原、戸川貞雄、丹羽文雄、海音寺潮五郎

- 学芸会の前（「少年少女対話六人集」実業之日本社・十一月）1921
- 世界天才異聞集 浅原鏡村 実業之日本社 1924
- 風船（「新潮」四十三巻五号）『女群行進』収録 1925
- ある二人（「不同調」二巻一号）『ビルディングと小便』収録 1926
- 空気銃（「不同調」二巻三号）『ビルディングと小便』収録 1926
- 空虚（「不同調」二巻五号）『ビルディングと小便』収録 1926
- 白い馬と人形（「不同調」二巻七号）『ビルディングと小便』収録 1926
- 『薄明の塔』（実業之日本社・九月） 1926
- 姉（「不同調」三巻四号）『ビルディングと小便』収録 1926
- 文壇・連作ゴシップ小説（「不同調」三巻五号）
- 蚊の憂鬱（「近代風景」十二月）『ビルディングと小便』収録 1926
- 青ぞらのとり 浅原鏡村 フタバ書房 1927
- 一本のシガレット（「不同調」三巻五号）『女群行進』収録 1927
- 痣のある兄嫁（「文芸公論」二月号一巻二号）1927
- 詩集『青ぞらのとり』（フタバ書房） 1927
- 苦い記憶（「文芸公論」一巻五号）『ビルディングと小便』収録 1927
- 青ざめた行列（「不同調」五巻一号）『ビルディングと小便』収録 1927
- 奥さんを前にした男（「不同調」五巻三号）1927
- Yの投げた網（「不同調」）『日本小説集第五集』 1928
- 青春期の一章（「文芸俱楽部」二月号）『ビルディングと小便』収録 1928
- 悪魔になり損ねた男（「花束」九月号）1928
- 初期の体験（「不同調」六巻四号）『ビルディングと小便』収録 1928
- 或る自殺階級者（「新潮」七月）『或る自殺階級者』収録 1928
- 疲れたる感情（「不同調」七巻二号）『ビルディングと小便』収録 1928
- 女群行進（「新潮」一月）『女群行進』に収録 1929
- 桑を喰む音（「文芸俱楽部」一月） 1929
- ビルディングと小便（「中央公論」四月）『ビルディングと小便』収録 1929
- 子供は病んでいる（「近代生活」四月創刊号）『或る自殺階級者』収録 1929
- 瘦せた苦笑（「文学時代」五月創刊号）1929
- Yの投げた網『日本小説集第五集』（新潮社・文芸家協会編）収録 1929
- 虐殺への恍惚（「近代生活」一巻二号）『ビルディングと小便』収録 1929
- 生存のアスペクト（「新潮」六月）『或る自殺階級者』収録 1929
- 都会の点描派 中央公論社 1929
- 1930年（中央公論・十二月・久野豊彦。龍胆寺雄と共同制作）1929
- 花束を買う（「近代生活」二巻一号）『ビルディングと小便』収録 1930
- 丸の内の展情『モダンTOKYO舞曲』(春陽堂)、『モダン都市文学Iモダン・東京案内』（平凡社・平成元年十一月）収録 1930
- ある一群の像（「中央公論」三月）『或る自殺階級者』収録 1930
- 或る自殺階級者 天人社 1930 (現代暴露文学選集)
- 女群行進 新潮社 1930 (新興芸術派叢書)
- 女の経験せる『日本小説集第六集』（新潮社・文芸家協会編・六月）、『ビルディングと小便』収録  1930
- 旧ロシア領事館（『都会の点描派』収録）『詩と随筆集第三集』（新潮社六月）に収録
- ビルディングと小便 赤炉閣書房 1930
- 黎明館風景『十三人倶楽部創作集』（新潮社・六月）に収録 1930
- 木村玄陽先生とその変化（「祖国」七月） 1930
- 東京狂騒曲/展開、速力賛美論（「文学時代」二巻七号）1930
- 父（「文学時代」二巻九号）『混血児ジョオジ』収録 1930
- 霧の夜の客間 新潮社 1930 (新潮社長篇文庫)
- 或る自殺階級者 天人社 1930 (現代暴露文学選集)
- 女群行進 新潮社 1930 (新興芸術派叢書)
- 瘤の大将 1930 (「日本少年」十一月)
- 肥五一君の元日 1931 (「日本少年」一月)
- 煙突男 1931 (「日本少年」四月) 浅原鏡村名義
- 新社会派文学 久野豊彦共著 厚生閣書店 1932
- 小僧か自転車か 1932 (「日本少年」三月)
- ポン吉とかん吉 1932 (「日本少年」九月)
- 混血児ジョオヂ 創作集 新潮社 1933
- 愛慾の鋪道 新潮社 1934
- 愛の非常線 1934
- 二少年物語 1935 (「日本少年」一月～六月)
- 魔のスパイ 1936 (「日本少年」六月～?)
- 三人目の女 信正社 1937
- 少年騎士伝 1938 (「日本少年」?～十月)雑誌廃刊により中断
- 月明に咲く花 常山堂書店 1937.12
- 聖唇 八紘社 1939
- 第二の烙印 新生社書店 1939.7
- 銀幕の母 八紘社 1939.8
- 女生くる日 大都書房 1940
- 熱風 八紘社 1940
- 激流と愛 大都書房 1941
- 建設の凱歌 金鈴社 1942
- 新生の譜 金鈴社 1942
- 激動期のノート 育生社弘道閣 1942 (新世代叢書)
- 兄いもうと 信陽書院 1942
- 新らしき愛 新生堂 1943
- 雲を追ふ人 忠文館書店 1943
- 若き女性の倫理 昭和刊行会 1944
- 金色の柩車 蒼土社 1947
- 魔風党事件 むさし書房 1948
- 白薔薇少女 泰文館 1948 (少年少女世界名作文庫)
- 想い出の歌 長篇少女小説 東光出版社 1949.2
- 恐しき接吻 向楽社 1955
- 欣求鈔 句集 創紀房 1974
- 定本浅原六朗句集 創紀房新社 1978
- 浅原六朗選集 全3巻 河出書房新社 1993.10
  - 第1巻
    - 小説I
      - 或る自殺階級者
        - 或る自殺階級者
        - 子供は病んでいる
        - ある一群の象
        - 生存のアスペクト

      - 女群行進
        - 女群行進
        - 風船玉とスプリング・コート
        - 不整形感情
        - 彼女の分裂
        - 流浪の日に恋・寂心
        - 重役Tの感傷
        - 四年間
        - 風船
        - ガラガラ蛇の言葉
        - りやの舌
        - 一本のシガレット
        - 機会を失った話
        - 青きドナウ

      - ビルディングと小便
        - 都会景情
        - ビルディングと小便
        - チョコレート
        - 女の経験せる
        - 棺に哭く者
        - RECOLLECTION
        - 女性について
        - 最後に与えられたもの
        - 花束を買う
        - 憂鬱なる剣
        - 逃亡する黒田　―カルケチェア風に―
        - 髭
        - 白い馬と人形
        - 玄と龍蔵
        - スタート時代
        - 蚊の憂鬱
        - 疲れたる感情
        - 青春期の一章

      - 風色
        - ある鳥瞰性
        - 空気銃
        - 苦い記憶
        - 青ざめた行列

      - 展情風景
        - 初期の体験
        - 真青な人
        - ある二人
        - 姉
        - 展情風景

      - 感情にあるもの
        - 山の近代性
        - 壁面鏡の女
        - 十円で買った話
        - うそ
        - デッサン
        - 虐殺への恍惚
        - H子との交渉
        - 鳥瞰の人生

    - 解説　浅原六朗とその周辺　保昌正夫）

  - 第2巻
    - 小説II
      - 混血児ジョオジ
        - 混血児ジョオジ
        - 月光の女
        - 父
        - 緑衣の猶太人
        - 上昇する百貨店
        - 皷と亡美
        - ベビー・ゴルフ
        - 女魔物語
        - 連絡曲線（スラローム）
        - ヤマガラとアロー
        - 兜町

      - 小説選A
        - 鳥籠
        - ある街の人々
        - 痣のある兄嫁
        - 奥さんを前にした男
        - Yの投げた網
        - 悪魔になり損ねた男
        - 桑を喰む音
        - 丸の内の展情
        - 黎明館風景
        - 木村玄陽先生とその変化
        - 自殺ブローカー
        - 女性のうちの一人
        - 親指のない男の話
        - 深見のヘレニズム
        - 猛獣狩
        - 黒い服の男と私
        - 木馬館
        - 軽蔑されたドン・ファン
        - 童話風の現実
        - 仙子の生涯
        - 黒衣
        - 僕とかよ子
        - 雀の見た明暗
        - 月の中の女
        - 兜町の陰影
        - 近代娘
        - ある時代の彼等
        - 有島とその妻
        - 善意と悪運
        - 父と子
        - おせきのこと
        - 陰生
        - 暗渠の子
        - 裏街通り
        - パラシュートの女
        - 秘密
        - 死
        - 憑衣

    - 解説　浅原六朗の作品世界　古俣裕介

  - 第3巻
    - 小説III
      - 小説選B
        - 遠い風景画
        - 青き光りと夢　―儚なき姉の記憶―
        - 過去の風景
        - 風車のような女
        - ビルの生活者達と表情
        - 春の女
        - 黒い藻と虱
        - 三人目の女　 ―面白い二十五分―

    - 随筆・評論
      - 都会の点描派
      - 序
      - 都会の交響
        - 蚤と美顔博士と一億円
        - カメレオンのような女
        - マネキン・ガール点描
        - 感覚に印象された挿話二三
        - 膝の会話
        - メモに現われるカフェー
        - ステーション・カラア
        - 新宿風景
        - 深夜の乗客
        - 都会の動きと速度
        - 春期大会
        - 交叉点の昂奮
        - 恋をのせたタキシー
        - 弧を描く街から
        - 都会感情感想
        - 現代令嬢気質展望
        - 結婚生活の段階
        - 突然変化
        - 或る日に送る
        - 高価な恋と臍繰金
        - ペエヴメントは語る

      - 散景の人
        - 旧ロシア領事館
        - 彼女の贈物は歩む
        - 海を見る女
        - 札幌の郊外
        - 室蘭通い、小樽の山の背
        - 秋の望郷
        - ナイフ
        - 郊外の食卓
        - 死を想う春
        - 空想　―ある十八の少女の素描
        - 街の天使　―映画スケッチ

      - プロヒイル
        - 漫談的に
        - 自分とその環境
        - 作品発表過程の感想
        - 僕は斯くして
        - 小説の中の好きな女

      - 感想と論議
        - 国木田独歩を眺める
        - 煩悶期にある文学
        - 経験に就ての断片
        - 時代が彼等を無視する
        - 片岡鉄兵君に辞を返す
        - 独特の存在価値中村武羅夫
        - 更改期にある文芸
        - 断片と印象
        - ニヒリズムに就て

    - 随筆・評論選A
      - 妄像マニア
      - 三鷹村と銀座
      - 生活転換期に際して
      - 五月の微風　コーリン・ムーア
      - トーキーの感想
      - 二千円をとられた日の話
      - ビルディングに於ける六七十円階級
      - 一九三〇年の恋愛取引
      - 私の初恋物語　山の母と少女
      - 新恋愛学講座第一講　新恋愛術
      - 丸の内の動き　―ビルディング街の挿話
      - 新社会派文学の主要点
      - カンニング同志
      - ネフリュードフと僕
      - 作者、時代、生活
      - 「完全なる」貯金哲学　或会社員との問答
      - 金蛇の印象と少女
      - 僕の女友だち
      - 人間の味（片上、有島三兄弟、内村さん等）
      - 田舎の友達
      - 青年時代と現在
      - 短篇小説作法
      - 愛情経済学
      - 僕の路
      - 恋愛と文学
      - ロマンチシズムの情熱
      - 自殺した牧野
      - 牧野のこと
      - 喧嘩牧野
      - 洋装・着物・イット
      - 恋愛について
      - 夏場所十一日目
      - 手数入美の両極　二日目の印象
      - 秋の山と茸
      - 「春香伝」その他
      - 私の会った人たち

    - 随筆・評論選B
      - 雨の中の幽霊
      - サラリー・マンの……裏街
      - 男性の避難場処
      - 金についての雑感
      - 自動車挿話
      - 僕の角力履歴
      - 青年期の憂鬱と修養訓
      - 松本訓導の碑文から
      - 初恋人・まるい顔
      - 裸に就いての感情
      - ケエベルさんのピアノ
      - 株式街の点描　兜町のうら表
      - 海についての僕
      - 感想二つ三つ
      - 信州・池田町
      - 戸山の原
      - 何故芸の問題をとりあげたか

    - 俳句
      - 紅鱒群
      - 欣求鈔
      - 『欣求鈔』以後

    - 解説　浅原六朗とぼく（宗田理）
    - 浅原六朗主要著作年譜
    - 浅原六朗略年譜
- てるてる坊主の歌 宝塚出版 2005.4
- 天衣百韻 淺沼璞選 マニュアルハウス 2006.10

復刻
- 青ぞらのとり 大空社 1997.3 (叢書日本の童謡)
- 或る自殺階級者 本の友社 2000.1 (現代暴露文学選集)
- 女群行進 ゆまに書房 2000.3 (新興藝術派叢書)

## 編著
- 名作への招待 第1-8集 森脇文庫 1956-1957
- 世界名作物語 第1 1956 (河出新書)
- 世界名作選集 ダイジェスト版 第1-6 冬樹社 1965-1966

## 参考
- 「浅原六朗選集」第3巻の主要著作年譜(ｐ520～)、年譜（ｐ528～）